# Cocken
Cocken var en civil parish från 1866 till 1937 då den blev en del av Framwellgate Moor och West Rainton, i grevskapet Durham, i England. Civil parish var belägen 6 km från Durham och hade 239 invånare år 1931.